# Distretto di Alaşehir
Il distretto di Alaşehir (in turco Alaşehir ilçesi) è uno dei distretti della provincia di Manisa, in Turchia.